# Holländische Linde
Die Holländische Linde [Tilia × europaea, auch Tilia × intermedia oder Tilia × vulgaris = Tilia cordata (Winter-Linde) × Tilia platyphyllos (Sommer-Linde)] ist eine Laubbaum-Art aus der Gattung der Linden (Tilia) in der Familie der Malvengewächse (Malvaceae). Sie erschwert das an sich leichte Unterscheiden von Sommer- und Winter-Linde, da sie als Hybride naturgemäß Merkmale beider Eltern vereint.

## Beschreibung
Die Holländische Linde ist ein laubabwerfender Baum, der Wuchshöhen von etwa 40 Metern und eine Breite von etwa 20 Metern erreichen kann.
Das leicht schief-herzförmige Laubblatt ist unterseits in den Winkeln der Blattadern weißlich bis gelblich behaart. Die Blüte erfolgt je nach Wetterlage im Juni bis Juli, aber immer vor der Winter-Linde. Die Nüsschen sind rundlich und filzig-samtig behaart. Mit ihren knolligen, unregelmäßigen Verdickungen an alten Stämmen gleicht sie der Winter-Linde, die Blätter sind aber etwas größer und unten bleichgrün statt blaugrün.

## Verbreitung
Die Holländische Linde ist in Europa als Straßen- und Parkbaum weit verbreitet. Über mögliche Wildvorkommen ist wenig bekannt.